# Миронов, Фёдор Галактионович
Фёдор Галактионович Миро́нов (1882—1952) — русский военачальник, участник Первой мировой, Гражданской войны, командарм, командир народного ополчения в г. Петрозаводске в 1941 г.

## Биография
Родился в семье крестьянина..
В Российской императорской армии с 1903 г., служил в Петрозаводском запасном батальоне, фельдфебель с 1906 г. В 1909 году экстерном сдал экзамены за курс гимназии.
2 сентября 1909 г. принят в Виленское пехотное юнкерское училище;
В 1912 г. окончил Виленское военное училище, выпущен в звании подпоручика,
и направлен служить в 25-й Сибирский стрелковый генерал-лейтенанта Кондратенко полк (г. Иркутск) 7-й Сибирской дивизии;
С 1912 г. служил в полку в 25-м Сибирском полку.
Участник Первой Мировой войны, за взятие в плен ротой под его командованием четырёх офицеров и 50 солдат в боях в Восточной Пруссии, в августе 1915 г. награждён орденом Святого Георгия 4-й степени..
Кроме того, Ф. Г. Миронов награждался орденами Святой Анны, Святого Владимира, Святого Станислава, британским Военным крестом.
С 1916 г. — штабс-капитан.
С января 1917 г. — в связи с перенесенными ранениями и контузией назначен младшим офицером 1-й роты Виленского военного училища, с марта — командир роты
В марте 1918 г. уволен в запас.
С февраля 1919 г. военный руководитель Полтавского уездного военного комиссариата, заведующий полтавских пехотных советских командных курсов и инструкторских курсов Всевобуча.
С мая 1919 г. назначен начальником штаба Полтавской, с июня 1919 г. — Левобережной группы войск.
В июне-июле 1919 г. — начальник боевого участка Харьков-Полтава.
За бои 29 июня-21 июля 1919 г. награждён орденом Боевого Красного знамени.
С августа 1919 г. — командир Особой маневренной Бригады курсантов в г. Киеве, начальник группы войск обороны г. Киева.
С сентября 1919 г. — командующий Правобережной группы войск Украины.
7 сентября 1919 г. — постановлением Реввоенсовета 12-й армии принял временное командование армией.
С 16 сентября 1919 г. — помощник командующего 12-й армией.
После гибели 30 августа 1919 г. начдива 44-й стрелковой дивизии Н. А. Щорса, назначен начальником 44-й стрелковой дивизии.
С 19 сентября 1919 г. — командир 44-й стрелковой дивизии,
в октябре 1919 г. — командующий Правобережной группой войск
С февраля 1920 г. — командир 10-й стрелковой дивизии, с июля 1920 г. — командир 56-й стрелковой дивизии.
В июле-октябре 1920 г. участвовал в советско-польской войне.
4 января 1921 г. — назначен начальником гарнизона г. Старая Русса, с августа 1921 г. — начальник войск Новгородской губернии.
24 ноября 1921 г. Московским советом рабочих, крестьянских и красноармейских депутатов депутатов был награждён полным комплектом кожаного обмундирования.
С июня 1922 г. был зачислен в списки 8-й пехотной Петроградской школы комсостава на должность штатного преподавателя тактики, в декабре 1922 г. демобилизован, был компаньоном частной фирмы колониальной торговли «Тряпье-Лоскут» в Петрограде.
С 1927 г. вернулся в Петрозаводск, работал ответственным секретарём в Осоавиахиме Автономной Карельской ССР, военруком Петрозаводского автотранспортного техникума.
В 1937 г. признан виновным в совершении преступлений, предусмотренных ст.118 (дача взятки и посредничество во взяточничестве) и ч.2 ст.169 (мошенничество) и осужден на 2 года 6 месяцев лишения свободы без строгой изоляции и поражения в правах с конфискацией в пользу государства имущества.
В 1941 году, с началом Великой Отечественной войны, руководил ополчением г. Петрозаводска.
В эвакуации жил в Каргополе. В 1942 году был начальником штаба МПВО в г. Каргополе.
После возвращения в Петрозаводск, руководил Карельским государственным краеведческим музеем.
Умер в 1952 году в Петрозаводске.

## Интересные факты
Известен портрет Ф. Г. Миронова, написанный художником Василием Сварогом.